# パリ宣言
パリ宣言（パリせんげん、Paris Declaration Respecting Maritime Law of 16 April 1856）は、1856年4月16日にパリで調印された私掠船の放棄を謳った国際条約である。

## 宣言の柱
1. 私掠船は、現在および将来に渡って廃止される。
2. 中立国の旗を掲げている船は、戦時禁制品を運んでいるもの以外は阻止されることはない。
3. 戦時禁制品を除く物資は、たとえ敵の旗を掲げている船に運ばれていたとしても略奪の対象外になる。
4. 海上封鎖を宣言した場合は、実際に実施するに足る戦力を用いて行われなければならない。

## 戦時禁制品
パリ宣言にいう戦時禁制品（英: contraband of war）は、1909年のロンドン宣言に詳しく規定されている。禁制品リストの作成は1907年の万国平和会議で議題にのぼり、翌年からのロンドン会議で参加各国の妥協を得た。ロンドン宣言は、批准による効力こそ発揮されていないが、主要海洋国家10カ国が署名しており、慣習法の成文化とも言える重要なものである。
戦争勃発により交戦国に通告することなしに戦時禁制品とみなされるものは次のとおり。
スポーツ目的の武器、武器の部品を含めた全ての武器類、弾丸などの発射体、装薬、弾薬筒、並びにそれらの部品、戦争目的の火薬と爆発物、砲架、砲車、軍用車両、携帯用炉、並びにそれらの部品、兵員用衣類、陣舎、軍用索曳装具、軍用サドル、軍用牽引具、装甲用鋼板、軍用小舟、軍艦およびその部品、兵器製造・修理機械、戦争で用いられる材料、等々。
通告することで禁制品に加えることのできるものは次のとおり。このうち食糧はドイツ封鎖で加えられた。
食糧、飼料用穀物、戦争で使用可能な衣類、靴、金貨・銀貨、金塊・銀塊、紙幣、輸送用機器及びその部品、船舶、飛行船、小舟、浮き桟橋、並びにそれらの部品、鉄道用機材、鉄道車両、電信機器、無線機器、電話、気球、飛行用機器、気球との連絡用機材、燃料、民生用火薬、騎乗用靴、双眼鏡、望遠鏡、クロノメーター、並びに全ての航海用計器、等々。
自由品も詳細に規定されているが、他の編集者に作業を委ねる。

## 加盟国
条約調印時の国は以下の通り。
- オーストリア帝国
- フランス
- プロイセン王国
- ロシア帝国
- サルデーニャ王国
- オスマン帝国
- イギリス

その後条約に加盟した国は以下の通り。
- アルゼンチン
- ベルギー
- ブラジル
- ブルガリア
- チリ
- デンマーク
- エクアドル
- ドイツ連邦内の国：
  - アンハルト公国
  - バーデン大公国
  - バイエルン王国
  - ブレーメン自由都市
  - ブラウンシュヴァイク公国
  - フランクフルト自由都市
  - ハンブルク自由都市
  - ヘッセン＝カッセル方伯領
  - ヘッセン＝ダルムシュタット方伯領
  - リューベック自由都市
  - メクレンブルク＝シュヴェリーン公国
  - メクレンブルク＝シュトレーリッツ公国
  - ナッサウ公国
  - オルデンブルク大公国
  - ザクセン＝アルテンブルク公国
  - ザクセン＝コーブルク＝ゴータ公国
  - ザクセン＝マイニンゲン公国
  - ザクセン＝ヴァイマル公国
  - ザクセン王国
  - ヴュルテンベルク王国
- ギリシャ
- グアテマラ
- ハイチ
- 現在イタリアの一部である国：
  - モデナ＝レッジョ公国
  - 教皇領
  - パルマ公国
  - 両シチリア王国
  - トスカーナ大公国
- 日本
- メキシコ
- オランダ
- ヌエバ・グラナダ共和国
- ペルー
- ポルトガル
- スペイン
- スウェーデン＝ノルウェー
- スイス
- ウルグアイ

## 日本の加盟
1887年3月19日、日本は同条約（「海上法要義ニ関スル宣言」）に加盟した。